# Hardware do PlayStation 3

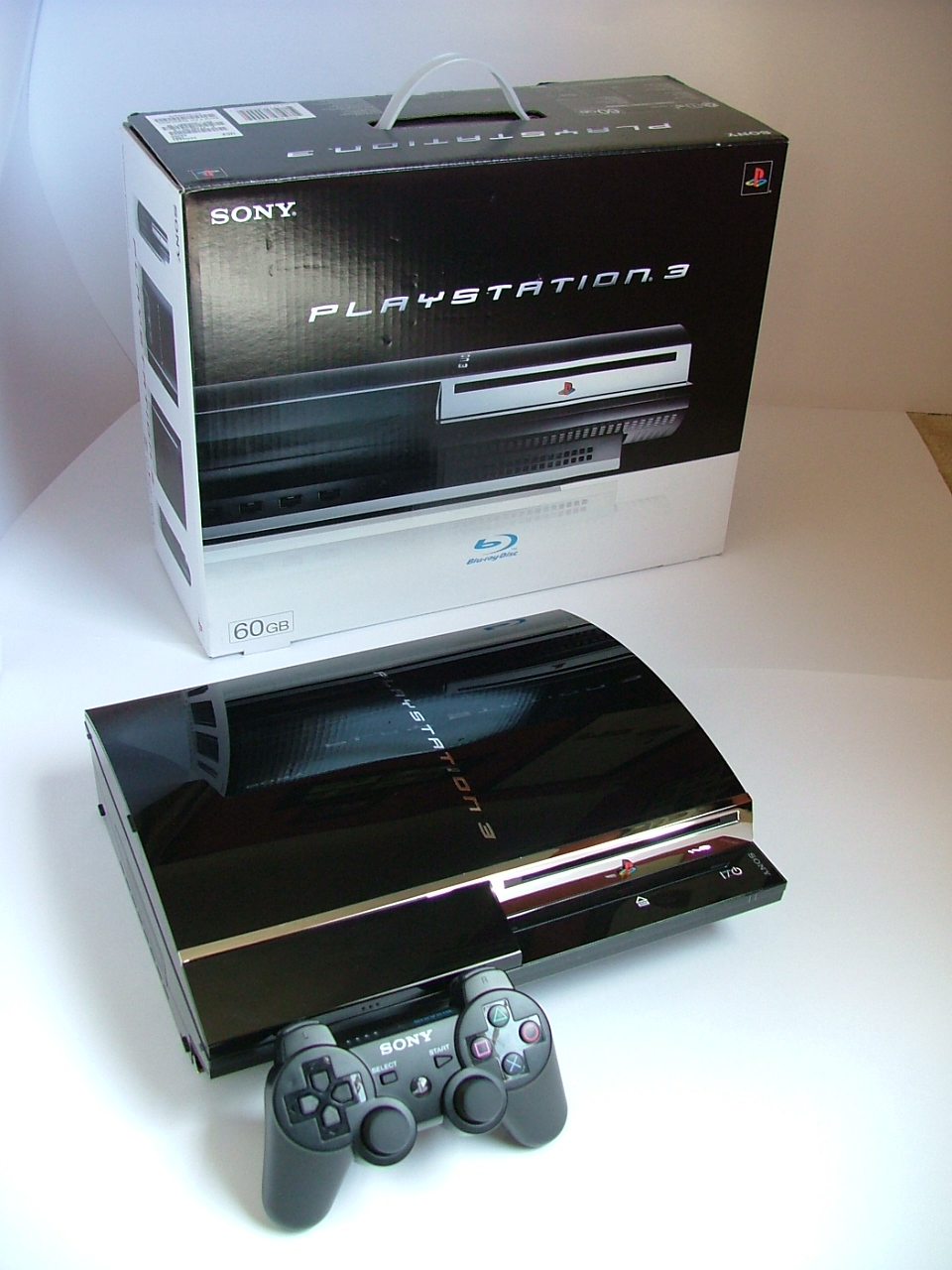
Unidade de 60GB do Playstation 3 com sua caixa e controlador

O hardware do PlayStation 3 consiste nos sistemas internos e em um número de periféricos como o controlador DUALSHOCK 3.
A menos que notificado, as seguintes especificações são baseadas em um comunicado à imprensa divulgado pela Sony na Conferência da E3 2005, e slides de uma apresentação da Sony na Game Developers Conference 2006.

## Unidade Central de Processamento
O PlayStation 3 utiliza o processador Cell,  composto de um "[Power Processing Element" (PPE) baseado em PowerPC de 3.2 GHz e seis Synergistic Processing Elements (SPEs) acessíveis. Um sétimo é executado em um modo especial e está dedicado aos aspectos do sistema operacional e segurança, um oitavo está reservado para melhorar o rendimento da produção. A CPU Cell do PlayStation 3 alcança 204 GFLOPS de precisão singular flutuante e 15 GFLOPS de precisão dupla. O PlayStation 3 possui 256 MB de DRAM XDR Rambus, com velocidade semelhante à da CPU. Desde a atualização de firmware 2.01, 32 MB da memória XDR fica reservada pelo XrossMediaBar (interface do usuário) do PlayStation 3, mais memória XDR é necessária para que várias operações do XMB funcionem ao mesmo tempo ou paralelos.[carece de fontes?]

## Unidade de processamento gráfico
A unidade de processamento gráfico, de acordo com a NVIDIA, é baseado na arquitetura NVIDIA G70 (conhecida antigamente como NV47). A GPU utiliza-se de 256 MB de RAM GDDR3 à velocidade de 550 MHz, taxa de transmissão efetiva de 1.4 GHz e até 224 MB da memória principal XDR de 3.2 GHz através da CPU (448 MB no máximo).

## Configurações
Até o momento, o PlayStation 3 passou por várias revisões de componentes, que serviram para reduzir o consumo de energia. Este, por sua vez, resulta em economia de produção, menor emissão de calor, menor necessidade de refrigeração e funcionamento mais silencioso. Desde o lançamento, o microprocessador Cell teve seu processo encolhido de 90 nm para 45 nm. Segundo rumores e planos iniciais da Sony a GPU RSX também foi encolhida, mas
mudanças reais que teriam acontecido não haviam sido confirmadas pela Sony ou desmonte de terceiros.
Outras melhorias foram introduzidas com o PlayStation 3 Slim, com a transição do Cell para 45 nm que resultou em uma redução de 34% no consumo de energia em relação ao modelo Cell de 65 nm anterior; o modelo Slim mais recente reduziu ainda mais o consumo de energia com a transição do RSX para 40 nm.
| Geração             | 1ª           | 2ª           | 3ª          | 4ª           |                   |                   |                           |                    |                           |                           |                           |                           |                           |                           |
| Recursos            | 60 GB (NTSC) | 20 GB (NTSC) | 60 GB (PAL) | 80 GB (NTSC) | 40 GB (PAL, NTSC) | 40 GB (PAL, NTSC) | 80 GB (PAL, NTSC)         | 160 GB (PAL, NTSC) | 120 GB "Slim" (PAL, NTSC) | 250 GB "Slim" (PAL, NTSC) | 120 GB "Slim" (PAL, NTSC) | 250 GB "Slim" (PAL, NTSC) | 160 GB "Slim" (PAL, NTSC) | 320 GB "Slim" (PAL, NTSC) |
| ------------------- | ------------ | ------------ | ----------- | ------------ | ----------------- | ----------------- | ------------------------- | ------------------ | ------------------------- | ------------------------- | ------------------------- | ------------------------- | ------------------------- | ------------------------- |
| Número(s) do modelo | CECHAxx      | CECHBxx      | CECHCxx     | CECHExx      | CECHGxx, CECHHxx  | CECHJxx           | CECHKxx, CECHLxx, CECHMxx | CECHPxx, CECHQxx   | CECH-20xxA                | CECH-20xxB                | CECH-21xxA                | CECH-21xxB                | CECH-25xxA, CECH-30xxA    | CECH-25xxB, CECH-30xxB    |
| Processo da GPU     | 90 nm        | 90 nm        | 90 nm       | 90 nm        | 90 nm             | 65 nm             | 65 nm                     | 65 nm              | 65 nm                     | 65 nm                     | 40 nm                     | 40 nm                     | 40 nm                     | 40 nm                     |
| Processo da CPU     | 90 nm        | 90 nm        | 90 nm       | 90 nm        | 65 nm             | 65 nm             | 65 nm                     | 65 nm              | 45 nm                     | 45 nm                     | 45 nm                     | 45 nm                     | 45 nm                     | 45 nm                     |
| Emulação de PS2     | Completa     | Completa     | Parcial     | Parcial      | Não               | Não               | Não                       | Não                | Não                       | Não                       | Não                       | Não                       | Não                       | Não                       |
| USB frontal         | 4+flash      | 4            | 4+flash     | 4+flash      | 2                 | 2                 | 2                         | 2                  | 2                         | 2                         | 2                         | 2                         | 2                         | 2                         |
| Fonte de energia    | 380 W        | 380 W        | 380 W       | 380 W        | 280 W             | 280 W             | 280 W                     | 280 W              | 250 W                     | 250 W                     | 250 W                     | 250 W                     | 230 W                     | 230/200 W                 |

### Números de modelo
Em todos os modelos do PlayStation 3, os sete últimos caracteres do número de série identificam o número de modelo do console. Começando com "CECH" e seguido por uma letra indicando de qual modelo o sitema é. Os últimos dois caracteres do número de modelo indicam de qual região o sistema veio. Mais informações detalhadas do hardware estão disponíveis em PlayStation 3 Secrets.
| Número do modelo | Data de lançamento | Modelo   | Regiões                                           | Número do modelo | Data de lançamento | Modelo | Regiões                                           |
| --- | ------------------ | -------- | ------------------------------------------------- | ---------------- | ------------------ | ------ | ------------------------------------------------- |
| CECHAxx | Novembro de 2006   | 60 GB    | 00 01 06 07 12 (JP, NA)                           | CECHNxx          | não lançado        | 80 GB  |                                                   |
| CECHBxx | Novembro de 2006   | 20 GB    | 00 01 07 12 (JP, NA)                              | CECHOxx          | não lançado        | 80 GB  |                                                   |
| CECHCxx | Março de 2007      | 60 GB    | 02 03 04 08 (EU/PAL)                              | CECHPxx          | Outubro de 2008    | 160 GB | 00 01 04 05 06 07 12 (JP, NA, EU/PAL)             |
| CECHDxx | não lançado        | 20 GB    | (EU/PAL)                                          | CECHQxx          | Abril de 2009      | 160 GB | 00 (JP)                                           |
| CECHExx | Agosto de 2007     | 80 GB    | 01 05 06 11 12 (NA)                               | CECH-20xxA       | Setembro de 2009   | 120 GB | 00 01 02 03 04 05 06 07 08 11 12 (JP, NA, EU/PAL) |
| CECHFxx | não lançado        | 80 GB    | (NA)                                              | CECH-20xxB       | Outubro de 2009    | 250 GB | 00 01 02 03 04 05 06 07 08 11 12 (JP, NA, EU/PAL) |
| CECHGxx | Outubro de 2007    | 40 GB    | 01 04 05 06 07 08 11 12 (NA, EU/PAL)              | CECH-21xxA       | Março de 2010      | 120 GB | 00 01 04 05 06 07 12 (JP, NA, EU/PAL)             |
| CECHHxx | Outubro de 2007    | 40 GB    | 00 01 04 05 06 07 08 11 12 (JP, NA, EU/PAL)       | CECH-21xxB       | Março de 2010      | 250 GB | 00 01 04 05 06 07 12 (JP, NA, EU/PAL)             |
| CECHIxx | não lançado        | 40 GB[a] |                                                   | CECH-25xxA [d]   | Julho de 2010      | 160GB  | 00 01 04 05 06 07 08 12 (JP, NA, EU/PAL)          |
| CECHJxx | Agosto de 2008     | 40 GB[b] | 00 02 03 04 (JP, EU/PAL)                          | CECH-25xxB [d]   | Julho de 2010      | 320 GB | 00 01 04 05 06 07 08 12 (JP, NA, EU/PAL)          |
| CECHKxx | Agosto de 2008     | 80 GB    | 01 02 03 04 05 06 07 08 11 12 (NA, EU/PAL)        | CECH-30xxA       | Julho de 2011      | 160 GB | 00 01 04 05 06 07 08 12 (JP, NA, EU/PAL)          |
| CECHLxx | Outubro de 2008    | 80 GB[c] | 00 01 02 03 04 05 06 07 08 11 12 (JP, NA, EU/PAL) | CECH-30xxB       | Julho de 2011      | 320 GB | 00 01 04 05 06 07 08 12 (JP, NA, EU/PAL)          |
| CECHMxx | Outubro de 2008    | 80 GB    | 03 (UK)                                           |                  |                    |        |                                                   |
| Chave: NA - América do Norte • EU/PAL - Europa/Região PAL • JP - Japão • UK - Reino Unido Notas: ↑ a Registrado no Federal Communications Commission em 31 de janeiro de 2009 com solicitação de confidencialidade ↑ b Registrado no Federal Communications Commission em 31 de janeiro de 2008 com solicitação de confidencialidade ↑ c Registrado no Federal Communications Commission em 3 de julho de 2008 com solicitação de confidencialidade ↑ d Registrado no Federal Communications Commission em 10 de junho de 2010 com solicitação de confidencialidade |                    |          |                                                   |                  |                    |        |                                                   |

### Códigos de região
| Região | Japão | América do Norte | Austrália, Nova Zelândia | Reino Unido, Irlanda | Europa, Oriente-médio, África | Coréia | Cingapura, Malásia | Taiwan | Rússia, Índia | China (ocioso) | Desconhecido | América Latina | Hong Kong |
| Número | 00    | 01               | 02                       | 03                   | 04                            | 05     | 06                 | 07     | 08            | 09             | 10           | 11             | 12        |

## Conectividade
O PlayStation 3 suporta inúmeras resoluções SDTV e HDTV (de 480i/576i até 1080p) e opções de conectividade (como HDMI 1.3 e vídeo componente). Em termos de áudio, o PlayStation 3 suporta inúmeros formatos, incluindo áudio digital 7.1, Dolby TrueHD, DTS-HD Master Audio e outros; a saída de áudio é possível através de cabos RCA estéreos (analógico), cabos ópticos digitais ou HDMI. Para a unidade de disco óptico, uma grande variedade de formatos de DVD e CD são suportados, assim como Discos Blu-ray. Um disco rígido SATA 150 de 2.5" de 20, 40, 60, 80, 120, 160 ou 250 GB está pré-instalado. Nas configurações de 60 GB e 80 GB, memória flash também pode ser utilizada, tanto Memory Sticks, cartões CompactFlash ou cartões SD/MMC. Todos os modelos suportam dispositivos de memória USB; unidades flash e discos rígidos externos são automaticamente reconhecidos. Entretanto, eles devem ser formatados com o sistema de arquivo FAT32 — o PlayStation 3 é incompatível com o sistema de arquivos NTFS, o qual é o padrão na família do Windows NT. Para comunicação, o sistema possui quatro portas USB 2.0 na parte da frente dos modelos de 20 e 60 GB, assim como no modelo NTSC de 80 GB, mas os modelos PAL de 40 e 80 GB possuem apenas 2 portas USB. Todos os modelos (80 e 160 GB) lançados após agosto de 2008 reduziram para duas portas USB, assim como a remoção do suporte a CompactFlash  e cartão SD. Uma porta Gigabit Ethernet, suporte a Bluetooth 2.0 e Wi-Fi integrado estão disponíveis nas versões de 40,60, 80, 120, 160 e 250 GB.

## Especificações de fábrica e consumo de energia
O console PlayStation 3 tem aproximadamente 6 kg (aproximadamente 13 libras), 325 mm (L) × 98 mm (A) × 274 mm (P).
O gabinete foi desenhado por Teiyu Goto da Sony e utiliza a fonte de Homem-Aranha.
O consumo de energia das unidades iniciais do PlayStation 3 baseadas na CPU Cell de 90 nm variava de 170 a 200 watts durante a utilização normal, apesar de possuir uma fonte de alimentação de 380 W. O consumo de energia das unidades de 40 GB mais recentes do PlayStation 3 (Cell de 65 nm/RSX de 90 nm) variam de 120 a 140 watts durante a utilização normal. As unidades de 80 GB mais recentes utilizam tanto o microprocessador Cell de 65 nm quando o RSX de 65 nm e reduziram ainda mais o consumo de energia para cerca de 90 a 120 watts. O PlayStation 3 Slim reduziu este consumo de energia mais 34% com a utilização de um microprocessador Cell de 45 nm para cerca de 76 W.
| Consumo de Energia em Ambiente Padrão | Consumo de Energia em Ambiente Padrão | Consumo de Energia em Ambiente Padrão | Consumo de Energia em Ambiente Padrão | Consumo de Energia em Ambiente Padrão | Consumo de Energia em Ambiente Padrão | Consumo de Energia em Ambiente Padrão |
|                                       | 60 GB CECHAxx                         | 80 GB CECHKxx                         | 120 GB CECH-20xxA                     | 120 GB CECH-21xxA                     | 160 GB CECH-25xxA                     | 320 GB CECH-30xxB                     |
| ------------------------------------- | ------------------------------------- | ------------------------------------- | ------------------------------------- | ------------------------------------- | ------------------------------------- | ------------------------------------- |
| Standby                               | 1 Watts                               | 1 Watts                               | 0.5 Watts                             | 0.5 Watts                             | 0.5 Watts                             | 0.5 Watts                             |
| Menu XMB                              | 171-176 Watts                         | 102-115 Watts                         | 83-86 Watts                           | 71 Watts                              | 65 Watts                              | 61 Watts                              |
| Reprodução de Jogos (FF13)            | 195-209 Watts                         | 129-138 Watts                         | 96-107 Watts                          | 78-83 Watts                           | 73-80 Watts                           | 72-79 Watts                           |
| Reprodução de Filme BD                | 173-178 Watts                         | 118-125 Watts                         | 88-91 Watts                           | 77-78 Watts                           | 72-75 Watts                           | 71-73 Watts                           |

## Fonte de alimentação universal
A fonte de alimentação pode operar nas redes elétricas de 60 Hz e 50 Hz. Utiliza-se de conector IEC C14 padrão e um cabo de força C13 apropriado a região que estiver sendo utilizado. A fonte de alimentação no modelo original é capaz de fornecer aproximadamente 380 W, embora o PlayStation 3 nunca tenha sido medido utilizando tanta força assim. A fonte de alimentação foi reduzida para 250 W no modelo Slim de 120 GB.
Os modelos japoneses do PlayStation 3 produzidos desde 2007 são capazes de fornecer 280 W de força, em parte devido a eficiência energética dos microprocessadores Cell mais recentes de 65 nm.

## Unidade de disco
A unidade de disco do PlayStation 3 é do tipo tudo-em-um que permite a utilização de formatos diferentes.

### BD
A unidade de Blu-ray possui velocidade de 2× (72 Mbit/s), codificada com região que permite a utilização de:
- BD-ROM de PlayStation 3[30] (Correspondendo região do DVD; ex: Zona 1, Zona 2, etc. e Todas)
- BD-ROM[30] (Correspondendo região do BD; ex: Área A, Área B, etc. e Todas)
- BD-R[30]
- BD-RE[30] (incompatível com BD-RE versão 1.0)

### DVD
A unidade de DVD possui velocidade de 8× (86.40 Mbit/s), codificada com região que permite a utilização de:
- DVD-ROM de PlayStation 2[30] (Correspondendo região do PlayStation; ex: NTSC-J, NTSC-U/C, PAL ou NTSC-C)
- DVD-ROM[30]
- DVD-Video[30] (Correspondendo região do DVD; ex: Zona 1, Zona 2, etc. e Todas)
- DVD-Audio[30] (Apenas conteúdo de DVD-Video)
- DVD+R[30]
- DVD+RW[30]
- DVD-R[30]
- DVD-RW[30]
- AVCHD[30]
- DSD Disc[31]
- DualDisc[32]
- Super Audio CD[30] (Compatibilidade removida nos modelos de 40 GB, segunda versão de 80 GB (CECHF) e 160 GB)

### CD
A unidade de Compact Disc possui velocidade de 24× (29.49 Mbit/s), codificada com região que permite a utilização de:
- CD-ROM de PlayStation 2[30] (Correspondendo região do PlayStation; ex: NTSC-J, NTSC-U/C, PAL ou NTSC-C, compatibilidade removida nos modelos de 40 GB, segunda versão de 80 GB (CECHF) e 160 GB)
- CD-ROM de PlayStation[30] (Correspondendo região do PlayStation; ex: NTSC-J, NTSC-U ou PAL)
- CD-ROM[30]
- CD-R[30]
- CD-RW[30]
- CD-DA[30]
- Photo CD[carece de fontes?]
- Picture CD[carece de fontes?]
- MP3 CD (MP3, WMA, ATRAC)

## Acessórios oficiais
O PlayStation 3 SIXAXIS é um controlador parecido com os seus predecessores, o DualShock e DualShock 2. O SIXAXIS apresenta sensibilidade analógica aprimorada, botões R2 e L2 em estilo gatilho, um botão PS (“home”) e uma porta USB mini-B para carregar a bateria interna e jogar com fio. O PlayStation 3 suporta até sete controladores simultaneamente através de Bluetooth. O SIXAXIS foi batizado por sua capacidade de detectação de movimento nos seis eixos completos. Entretanto, diferentemente do DualShock do PlayStation 2, o controlador SIXAXIS não possui recurso de vibração.
Durante a sua conferência na Tokyo Game Show de 2007, a Sony anunciou o DualShock 3 (marca registrado como DUALSHOCK 3), um controlador de PlayStation 3 com os mesmos recursos e design que o SIXAXIS, mas com capabidade de vibração. Experimentações descrevem o controlador como sendo um pouco mais pesado do que o controlador SIXAXIS e capaz de forças de vibração comparáveis às do DualShock 2.
O PlayStation 3 Memory Card Adaptor é um dispositivo que permite a transferência de dados a partir de cartões de memória do PlayStation e PlayStation 2 para o disco rígido do PlayStation 3. O dispositivo possui um cabo que conecta-se com a porta USB do PS3 em um ponta e apresenta uma porta Memory Card do PlayStation 2 na outra.
Utilizando Bluetooth, o PlayStation 3 BD Remote permite que o usuário controle vídeos e músicas em Blu-ray Disc e DVD. No Japão, o dispositivo estava disponível a partir de 7 de dezembro de 2006. O PlayStation 3 aceitará sinal apenas através do seu Controle Remoto Bluetooth, pois o console não possuo um receptor infravermelho; isso previne a utilização de controles remotos universais com o sistema. O filme em Blu-ray Disc Talladega Nights: The Ballad of Ricky Bobby foi incluído nas primeiras 400 mil copias lançadas do PlayStation 3 na América do Norte, enquanto as primeiras 500 mil ativações da PlayStation Network europeia após o lançamento receberam uma cópia gratuita do título para Blu-Ray de Casino Royale.
Em 25 de abril de 2007 a Sony anunciou o PlayStation Eye, uma versão atualizada do periférico para PlayStation 2, o EyeToy. A câmera é capaz de capturar 60 quadros por segundo de vídeo em resolução de 640×480 e 120 quadros por segundo em resolução de 320×240. O microfone de quatro canais no Eye pode bloquear barulhos de fundo. A câmera suporta bate-papo com vídeo e com voz sem um headset. Foi vendida em conjunto com o jogo de cartas The Eye of Judgment nos Estados Unidos no mesmo dia do seu próprio lançamento e no Japão e Austrália em 25 de outbro de 2007.
Os cabos HDMI e Componente AV oficiais do PlayStation 3 também estão disponíveis à venda.